# زتامتر
زتامتر (zettametre) با نماد Zm برابر است با ۱۰۲۱ متر یا ۱۱۰٬۰۰۰ سال نوری.

## مثال
- فاصله تا ابر ماژلانی بزرگ، بزرگترین کهکشان ماهواره‌ای راه شیری ۱٫۷ زتامتر یا ۱۷۹٬۰۰۰ سال نوری است.
- فاصله تا ابر ماژلانی کوچک، ۲ زتامتر یا ۲۱۰٬۰۰۰ سال نوری است.